# Разговоры запросто
«Разговоры запросто», или «Домашние беседы» (лат. Colloquia familiaria) — книга гуманиста Эразма Роттердамского, сборник дидактических и сатирических диалогов. Впервые изданная в 1518 году, она стала одной из самых известных книг Эразма (наряду с «Похвалой глупости») и повлияла на многих европейских писателей и мыслителей.

## Создание и издание
В 1497—1500 годах Эразм Роттердамский зарабатывал на жизнь, давая уроки братьям Нортгоффам, сыновьям купца из Любека. Для Нортгоффов он написал небольшое сочинение на латыни с перечнем повседневных выражений (как попросить напиться, пожелать счастливого пути и т. д.). Сочинение попало к другу Эразма, малоизвестному немецкому гуманисту Августину Каминаду, а от него - к некоему жителю Льежа Ламберту Холлониусу.
Холлониус продал рукопись издателю Иоганну Фробену, и в 1518 году, когда Эразм уже был широко известен, Фробен без согласия автора выпустил её под названием «Формулы для обыденных разговоров» (Familiarium colloquiorum formulae). Эразм исправил книгу, и в следующем, 1519 году вышло авторизованное издание у издателя Дирка Мартенса. В издании 1522 году появились диалоги, а издание 1524 года вышло под названием «Разговоры запросто». Эразм постоянно дополнял книгу, вплоть до последнего прижизненного издания (1533), куда было включено 57 диалогов. Всего при жизни автора вышло 87 переизданий.
Первый перевод на русский язык под названием «Разговоры дружеские Дезидерия Ерасма» был сделан по распоряжению Петра I, но перевод Петру не понравился. Михаил Ломоносов включил перевод диалога «Рассвет» (под названием «Утро») в свой труд «Риторика». В 1938 году вышел перевод примерно трети книги, сделанный Михаилом Покровским, под названием «Домашние беседы». Наиболее полный перевод, сделанный Симоном Маркишем, вышел в 1969 году под названием «Разговоры запросто», в него не вошли первоначальные «формулы» и два диалога, построенные на обыгрывании латинской метрики.

## Содержание
Филолог Симон Маркиш относит «Разговоры запросто» (наряду с «Похвалой глупости» и «Пословицами») к одной из «сумм» Эразма, которая впитала весь жизненный опыт автора. В «Разговорах запросто» Эразм ставил троякую цель: «художественное воздействие, обучение и воспитание». Следуя за Платоном и Лукианом, Эразм использовал диалог — форму, которая была наиболее адекватна его мироощущению.
Среди героев диалогов — представители всех слоёв средневекового общества: от государей и священников до крестьян. В них затрагиваются самые разные темы: старость и детство, война и мир, рыцарство и монашество, паломничество и алхимия и многие другие. Автор использует разные жанры: исторический анекдот, фацецию, назидательный рассказ, бытовую зарисовку, филологический или богословский комментарий.
В диалогах Эразм проявил себя как сатирик. Объектами сатиры становятся ландскнехты, священники, алхимики. Хотя «Разговоры…» — это менее выраженная сатира по форме, но более прямая сатира по содержанию, поскольку в героях диалогов узнавались многие противники Эразма: английский священник Эдуард Ли, немецкий гуманист Иоганн Эколампадий и некоторые другие.
Эразм много пишет о женщинах — и хорошего, и дурного, но в целом относится к женщинам с уважением, показывая тонкость чувств в понимании женщин и рисуя положительный образ женщины, выступающей за эмансипацию.
Главные ценности Эразма, которые он защищает в книге: веротерпимость, соразмерность, разумность. Благочестие для Эразма — не в обрядах, а в подражании Иисусу Христу. Он призывает вернуться к истокам — к античным философам и к Отцам Церкви . Фанатизму и невежеству он противопоставляет прогресс, гуманность и науку. Диалог «Благочестивое застолье» исследователи ставят в один ряд с главой о Телемской обители в романе Франсуа Рабле «Гаргантюа и Пантагрюэль» и с книгой Томаса Мора «Утопия».
К изданию 1526 года Эразм приложил статью «О пользе разговоров», в которой подчёркивал, что это книга для детей и юношества, и отрицал обвинения в непристойности и ереси.
Против «Разговоров…» выступали как католики, так и лютеране. В 1559 году книга была включена в «Индекс запрещённых книг». Мартин Лютер говорил:
На смертном одре я запрещу своим сыновьям читать Эразмовы «Разговоры». Он гораздо хуже Лукиана, он издевается надо всем на свете, прячась под личиною благочестия.

## Значение
«Разговоры запросто» — одна из самых известных книг Эразма, наряду с «Похвалой глупости». По мнению нидерландского историка Йохана Хёйзинги, «Разговорами…» (а также другой своей книгой, «Пословицами») Эразм сделал античность доступной более широкому кругу. Благодаря этим книгам Эразм остался единственным гуманистом, чьё имя широко известно во всём мире.
«Разговоры запросто» повлияли на таких европейских писателей и мыслителей, как Уильям Шекспир, Франсуа Рабле, Маргарита Наваррская, Мигель де Сервантес, Клеман Маро, Мишель Монтень, Блез Паскаль, Мольер, Лоренс Стерн, Вальтер Скотт, Эдмон Ростан.

### Издания на русском языке
- Эразм Роттердамский. Домашние беседы // Похвальное слово глупости. Домашние беседы. — М.: Гослитиздат, 1938. — 604 с.
- Эразм Роттердамский. Разговоры запросто. — М.: Художественная литература, 1969. — 703 с.

### Исследования, справочная литература
- Эразм Роттердамский : [арх. 20 декабря 2022] / Голубков А. В. // Большая российская энциклопедия : [в 35 т.] / гл. ред. Ю. С. Осипов. — М. : Большая российская энциклопедия, 2004—2017.
- Маркиш С. П. Знакомство с Эразмом из Роттердама. — М.: Художественная литература, 1971. — 223 с.
- Маркиш С. П. Эразм Роттердамский (1469-1536) // Эразм Роттердамский. Разговоры запросто. — М.: Художественная литература, 1969. — С. 5—23. — 703 с.
- Маркиш С. П.. Эразм Роттердамский // Краткая литературная энциклопедия / Гл. ред. А. А. Сурков. — М. : Советская энциклопедия, 1975. — Т. 8. Флобер — Яшпал. — С. 935—937.
- Пуришев Б. И. Глава двадцать первая. Эразм Роттердамский // История немецкой литературы / Под ред. Н. И. Балашова, В. М. Жирмунского, Б. И. Пуришева, Р. М. Самарина, С. В. Тураева, И. М. Фрадкина. — М.: Издательство Академии наук СССР, 1962. — Т. 1. — С. 241—25. — 470 с.
- Хёйзинга Й. Эразм // Культура Нидерландов в XVII веке. Эразм. Избранные письма. Рисунки. — СПб.: Издательство Ивана Лимбаха, 2009. — С. 13—203. — 680 с.